# Jeonbuk Hyundai Motors Football Club
O Jeonbuk Hyundai Motors Football Club (em coreano: 전북 현대 모터스 축구단)  é um clube de futebol sul-coreano com sede na cidade de Jeonju e administrado pela empresa automobilística sul-coreana Hyundai. Joga na K-League.
Seu estádio foi uma das sedes da Copa do Mundo de 2002. No ano de 2006 conquistou a Liga dos Campeões da Ásia, em cima do Al-Karamah da Síria, e qualificado para disputar a Copa do Mundo de Clubes da FIFA representando o continente asiático em dezembro. Em 2016 conquistou seu segundo título da Liga dos Campeões da Ásia ao vencer o Al Ain dos Emirados Árabes Unidos.

## História
- 1994 - Fundado como Chonbuk Dynos.
- 1997 - Mudou de distintivo e de nome, para Chonbuk Hyundai Dynos.
- 1999 - Passou a ser diretamente administrado pela Hyundai. O presidente da empresa Hyundai-Kia Motors na época, Chung Mong-Koo, passou a ser o dono do clube.
- 2000 - Mudou novamente de distintivo e também de mascote. Venceu seu primeiro título, a Copa da Coreia do Sul.
- 2003 - Conquistou seu segundo título da Copa da Coreia do Sul e o primeiro da Supercopa da Coreia do Sul.
- 2005 - Ganhou seu terceiro título da Copa da Coreia do Sul.
- 2006 - Venceu a Liga dos Campeões da Ásia; quinto colocado na Copa do Mundo de Clubes da FIFA de 2006.
- 2009 - Conquistou seu primeiro título da K-League.
- 2011 - Ganhou seu segundo título da K-League.
- 2014 - Ganhou seu terceiro título da K-League.
- 2015 - Ganhou seu quarto título da K-League.
- 2016 - Venceu a Liga dos Campeões da Ásia; quinto colocado na Copa do Mundo de Clubes da FIFA de 2016.
- 2017 - Venceu seu quinto título da K-League.
- 2018 - Venceu seu sexto título da K-League.
- 2019 - Venceu seu sétimo título da K-League.
- 2020 - Venceu seu oitavo título da K-League e o quarto título da Copa da Coreia do Sul.

Escudo anterior.

## Estádio
O Jeonbuk manda seus jogos no Jeonju World Cup Stadium, que sediou alguns jogos da Copa do Mundo de 2002. O estádio tem capacidade para 42.477 espectadores sentados, uma área de 562,9 km² e um estacionamento para até 4.008 veículos.

## Elenco Atual
- Atualizado em 9 de agosto de 2020.

## Títulos
| Continentais | Continentais               | Continentais | Continentais                                         |
|              | Competição                 | Títulos      | Temporadas                                           |
| ------------ | -------------------------- | ------------ | ---------------------------------------------------- |
|              | Liga dos Campeões da AFC   | 2            | 2006, 2016                                           |
|              | Copa do Leste Asiático     | 1            | 2002                                                 |
| Nacionais    |                            |              |                                                      |
|              | Competição                 | Títulos      | Temporadas                                           |
|              | K-League                   | 9            | 2009, 2011, 2014, 2015, 2017, 2018, 2019, 2020, 2021 |
|              | Copa da Coreia do Sul      | 6            | 2000, 2002, 2003, 2005, 2020, 2022                   |
|              | Supercopa da Coreia do Sul | 1            | 2003                                                 |

## Campanhas de destaque
- Copa do Mundo de Clubes da FIFA: 5º lugar - 2006 e 2016

## Treinadores
| # | Nome           | De                    | Para               | Temporada            | Recordes | Recordes | Recordes | Recordes | Notas |
| # | Nome           | De                    | Para               | Temporada            | J        | V        | E        | D        | Notas |
| - | -------------- | --------------------- | ------------------ | -------------------- | -------- | -------- | -------- | -------- | ----- |
| 1 | Cha Kyung-bok  | 1994/11/26            | 1996/12/05         | 1995–96              | 75       | 23       | 16       | 36       |       |
| 2 | Choi Man-hee   | 1996/12/06            | 2001/07/18         | 1997–01              | 160      | 53       | 32       | 75       |       |
| 3 | Nam Dae-sik    | 2001/07/18            | 2001/10/03         | 2001                 | 14       | 2        | 6        | 6        |       |
| 4 | Cho Yoon-hwan  | 2001/10/04            | 2005/06/12         | 2001–05              | 137      | 47       | 48       | 42       |       |
| 5 | Kim Hyung-yul  | 2005/06/13            | 2005/07/10         | 2005                 | 7        | 2        | 1        | 4        |       |
| 6 | Choi Kang-hee  | 2005/07/04 2013/06/28 | 2011/12/21 present | 2005–11 2013–present | 231      | 103      | 60       | 68       |       |
| 7 | Lee Heung-sil  | 2012/01/05            | 2012/12/12         | 2012                 | 44       | 23       | 13       | 9        |       |
| 8 | Fábio Lefundes | 2012/12/20            | 2013/06/30         | 2013                 | 13       | 6        | 4        | 3        |       |
| 9 | Shin Hong-gi   | 2013/06/25            | 2013/06/27         | 2013                 | 1        | 0        | 0        | 1        |       |